# 渠汇川
渠汇川（1903年—1992年4月8日），出生于中国山西省祁县，钱币收藏家。

## 生平
渠汇川于1903年出生在山西的一个商人家庭，渠家自明末从商，近代主要主要经营钱庄和票号。受家庭环境影响，渠汇川十五六岁时就涉足金融业，1940年代初开始在中央银行工作，业余投入大量积蓄收集历史货币。1949年，中国人民解放军占领西安后，渠汇川进入中国人民银行西北区行工作。
1950年代末，其藏品已相当丰富，不仅涉及金、银、铜元和古钱，还有数千个品种共计有几万张的珍贵纸币。1957年，渠汇川曾用其藏品在西安组织一次旨在揭露民国时期通货膨胀的纸币展览。因在1958年反右倾运动中受到不公平待遇，渠汇川被迫离开人民银行。文化大革命时期，渠汇川多次受到迫害，无奈下他将许多珍贵纸币焚毁，将所藏的铜元投井，银元投护城河。
1978年，渠汇川与家人商讨后决定把自己的藏品捐献给国家，此为他给中国人民银行总行写了一封长信。不久，中国人民银行总行副行长胡景沄得知后，委派总行调查组和陕西省人民银行工作人员到渠汇川家了解情况。经过数月的清点整理后，渠汇川的这批珍贵钱币于1979年春全部入藏中国人民银行总行，后又转入中国钱币博物馆。1979年5月16日，人民银行总行召开钱币专家座谈会，为中国钱币学会成立作准备时，曾特邀渠汇川参加。1979年6月6日，中国人民银行在京举行授奖会，表彰渠汇川将自己珍藏的古今中外历代货币捐献给国家的行动。胡景沄代表人民银行授予渠汇川“历史货币收藏者”的奖状和奖金人民币八千元。
1982年中国钱币学会成立，渠汇川为首批会员。1983年陕西省钱币学会成立，他被推选为首届理事。1985年，西北大学经济管理学院开办中国经济史课程，渠汇川曾从剩余藏品中配出一套中国历代货币给西大作教材使用。
1992年4月8日，渠汇川因病在西安逝世，享年88岁。